# نيل أوليري
نيل أوليري (بالإنجليزية: Neil O'Leary) هو سياسي أمريكي، ولد في 10 أكتوبر 1958 في واتربوري في الولايات المتحدة. نشط حزبياً في الحزب الديمقراطي.